# Udalguri (Distrikt)
Udalguri ist ein Distrikt im indischen Bundesstaat Assam. Der Distrikt ist Teil der Region Bodoland und besitzt damit gewisse Autonomierechte. Sitz der Verwaltung ist die gleichnamige Stadt Udalguri.

## Geografie
Der Distrikt liegt im Norden von Assam. Er grenzt im Norden an Bhutan und an den indischen Bundesstaat Arunachal Pradesh, im  Osten an den Distrikt Sonitpur, im Süden an den Distrikt Darrang sowie im Westen an den Distrikt Tamulpur.
Der südliche Teil des Distrikts liegt in der Tiefebene von Assam. Die nördlichsten Teile des Distrikts sind Ausläufer der Vorgebirge des Himalaya. Die Fläche beträgt 2012 km².

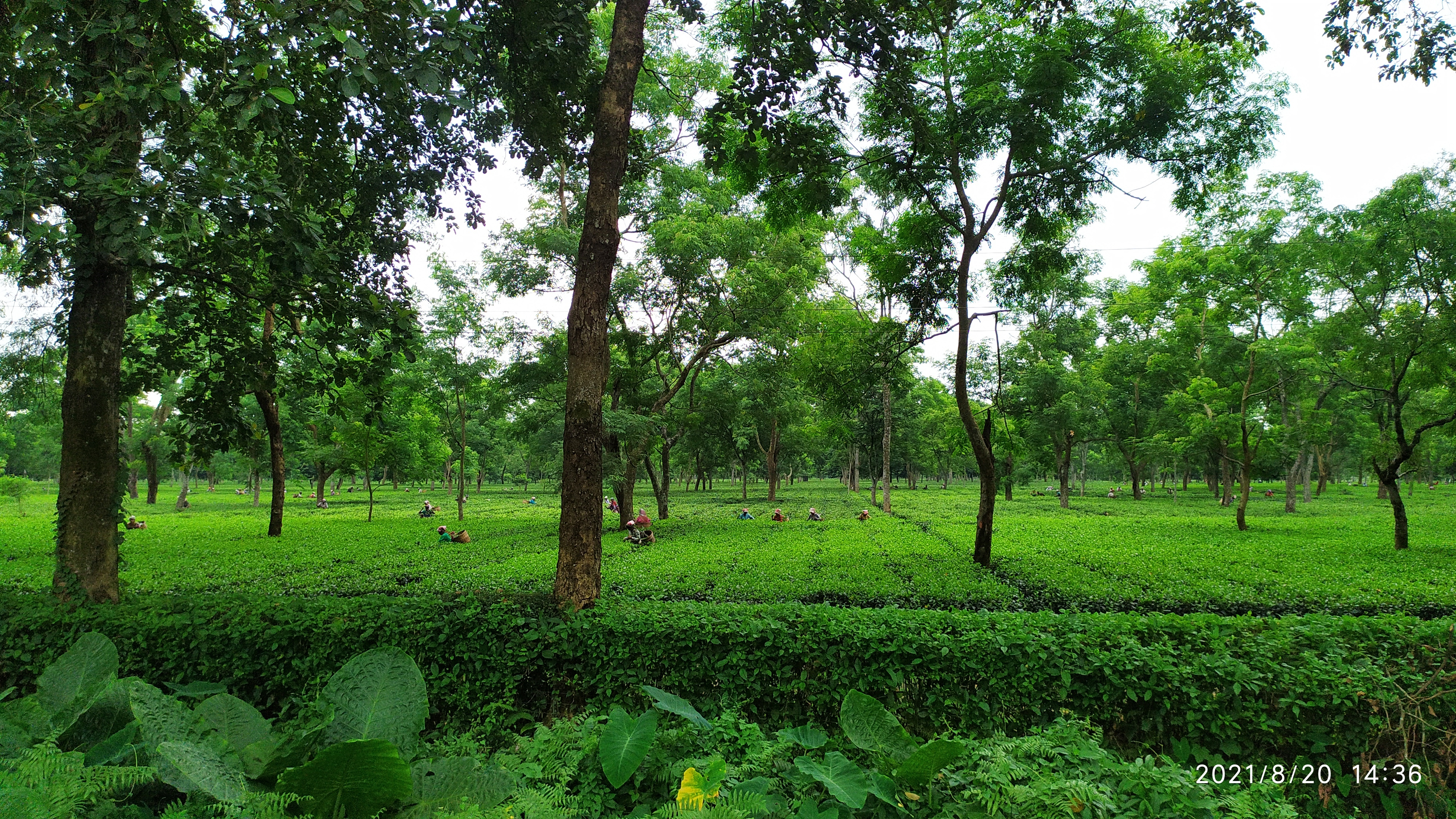
Teeplantage Paneri

## Geschichte
Der Distrikt Udalguri teilt die Geschichte mit den Nachbardistrikten. Zuerst gehörte er von 350 bis 1140 zum Reich Kamarupa, später zum Königreich Kamata. Von 1498 bis 1515 gehörte das Gebiet zum Sultanat von Bengalen. Ab 1515 wurde es durch die Dynastie Koch regiert. Ein Familienzweig dieser Königsfamilie verwaltete das Gebiet von 1587 bis 1612. Danach war es bis 1658 Teil des Mogulreichs. Zwischen 1658 und 1681 wechselte die Region wegen der Kriege zwischen dem Mogulreich und dem Königreich Ahom mehrfach den Besitzer. Ab 1681 bis 1816 gehörte es zu diesem Königreich. Ab 1816 stand das Gebiet unter starkem Einfluss von Birma. Nach dem Ersten Anglo-Birmanischen Krieg kam die Region nach dem Vertrag von Yandaboo unter die Herrschaft der Britischen Ostindien-Kompanie. Diese schuf 1833 den Distrikt Darrang, der das Gebiet der heutigen Distrikte Biswanath, Darrang, Sonitpur und Udalguri abdeckte. Auch nach der Unabhängigkeits Indiens blieb dieser Distrikt bestehen. Im Juni 2004 spaltete sich ein Teil des bisherigen Distrikts Darrang ab und wurde zum neuen Distrikt Udalguri.

## Bevölkerung

### Einwohnerentwicklung
In den ersten Jahrzehnten des 20. Jahrhunderts wuchs die Bevölkerung nur schwach. Dies wegen Seuchen, Krankheiten und Hungersnöten. Zwischen 1921 und 1991 gab es in allen Jahrzehnten eine starke Bevölkerungszunahme. Während die Bevölkerung in der ersten Hälfte des 20. Jahrhunderts um rund 137 % zunahm, betrug das Wachstum in den fünfzig Jahren zwischen 1961 und 2011 198 %. Die Bevölkerungszunahme zwischen 2001 und 2011 lag bei nur 9,61 % oder rund 72.900 Menschen. Offizielle Bevölkerungsstatistiken der heutigen Gebiete sind seit 1901 bekannt und veröffentlicht. Grund für die ungewöhnlich starke Zunahme der Bevölkerung ab 1921 war lange Zeit die Zuwanderung ins dünn besiedelte Gebiet. Heutzutage ist es der Geburtenüberhang. Die Entwicklung verdeutlicht folgende Tabelle:
| Jahr      | 1901   | 1911   | 1921   | 1931    | 1941    | 1951    | 1961    | 1971    | 1981    | 1991    |
| Einwohner | 72.515 | 72.634 | 81.624 | 102.727 | 138.593 | 172.046 | 278.788 | 439.022 | k. Ang. | 692.919 |

### Bedeutende Orte
Im Distrikt gibt es insgesamt nur drei Orte, die als Städte (towns und notified towns) gelten. In diesen Städten wohnen insgesamt 37.574 Menschen oder 4,52 % der Distriktsbevölkerung.

### Volksgruppen
In Indien teilt man die Bevölkerung in die drei Kategorien general population, scheduled castes und scheduled tribes ein. Die scheduled castes (anerkannte Kasten) mit (2011) 37.844 Menschen ( Prozent der Bevölkerung) werden heutzutage Dalit genannt (früher auch abschätzig Unberührbare betitelt). Die scheduled tribes sind die anerkannten Stammesgemeinschaften mit (2011) 267.372 Menschen (32,15 Prozent der Bevölkerung), die sich selber als Adivasi bezeichnen. Zu ihnen gehören in Assam 23 Volksgruppen. Mehr als 5000 Angehörige zählen die Bodo (218.581 Personen oder 26,28 % der Distriktsbevölkerung), Rabha (30.873 Personen oder 3,71 % der Distriktsbevölkerung) und Garo (5175 Personen oder 0,62 % der Distriktsbevölkerung). Die Anteile der scheduled tribes sind in allen Subdistrikten hoch. Den niedrigsten Anteil hat der Subdistrikt Mazbat (19,98 %) und den höchsten Anteil an Personen in anerkannten Stammesgemeinschaften hat der Subdistrikt Khoirabari (52,68 %).

## Bildung
Dank bedeutender Anstrengungen steigt die Alphabetisierung. Sie liegt mittlerweile bei rund 65,4 % (2001 noch 56,4 %). Dies ist ein eher tiefer Wert für Indien. Im städtischen Bereich können fast 90 Prozent der Männer lesen und schreiben. Auf dem Land bei den Frauen dagegen nur 57 Prozent. Typisch für indische Verhältnisse sind die starken Unterschiede zwischen den Geschlechtern und der Stadt-/Landbevölkerung. Dennoch sind die Unterschiede zwischen den Männern in den Städten und den Frauen auf dem Land selbst für Indien weit auseinander.
Die Werte sind zudem in den Subdistrikten sehr unterschiedlich. Sie schwanken zwischen 79,05 % (Männer 84,48 % und Frauen 73,68 %) im Subdistrikt Pathorighat und 58,85 % (Männer 66,33 % und Frauen 51,10 %) im Subdistrikt Mazbat. Alle Städte weisen sehr hohe Werte bei der Alphabetisierung auf.
| Alphabetisierung im Distrikt Udalguri  |                   |                   |
| Einheit                                | Volkszählung 2011 | Volkszählung 2011 |
| Einheit                                | Anzahl            | Anteil            |
| GESAMT                                 | 469.926           | 65,41 %           |
| Männer                                 | 264.326           | 72,58 %           |
| Frauen                                 | 205.600           | 58,05 %           |
| STADT GESAMT                           | 28.909            | 85,14 %           |
| Stadt-Männer                           | 15.463            | 89,08 %           |
| Stadt-Frauen                           | 13.446            | 81,03 %           |
| LAND GESAMT                            | 441.017           | 64,43 %           |
| Land-Männer                            | 248.863           | 71,75 %           |
| Land-Frauen                            | 192.154           | 56,92 %           |
| Quelle: Ergebnis der Volkszählung 2011 |                   |                   |

## Verwaltung
Der Distrikt teilt sich heute in die neun Verwaltungsgebiete Dalgaon (Pt), Dhekiajuli (Pt), Harisinga, Kalaigaon (Pt), Khoirabari (Pt), Mangaldo (Pt), Mazbat, Pahorighat (Pt) und Udalguri auf.

## Wirtschaft
Die Landwirtschaft ist die vorwiegende Einkommensquelle für die meisten Einwohner.